# Малышев, Вадим Михайлович
Вадим Михайлович Малышев (12 января 1932, Владимир, РСФСР — 18 января 2015, Москва, Российская Федерация) — советский государственный деятель, Председатель Государственного комитета СССР по надзору за безопасным ведением работ в атомной промышленности (1986—1989), Председатель Государственного комитета СССР по надзору за безопасным ведением работ в промышленности и атомной энергетике (1989—1991).

## Биография
В 1951 г. окончил Владимирский авиамеханический техникум.
В 1957 г. окончил Московский энергетический институт по специальности инженер-электромеханик. Член КПСС с 1964 г.
- 1957 г. — инженер технического отдела дирекции строящейся Белоярской АЭС, пос. Заречный Свердловской области.
- 1957—1959 гг. — слушатель специальных курсов по переподготовке специалистов по использованию атомной энергии в мирных целях при Московском энергетическом институте.
- 1959—1960 гг. — на Белоярской АЭС: заместитель начальника цеха контрольно-измерительных приборов;
- 1960—1964 гг. — старший инженер системы управления и защиты реактора цеха автоматики, электрооборудования, защит и измерений;
- 1964—1973 гг. — заместитель начальника цеха автоматики, электрооборудования, защит и измерений; заместитель начальника производственно-технического отдела; начальник цеха тепловой автоматики и измерений; заместитель главного инженера по эксплуатации.
- 1973—1986 гг. — директор Белоярской АЭС им. И. В. Курчатова. Внес вклад в подготовку и проведение пусконаладочных работ на 1-м и 2-м блоках станции. Под его руководством выполнен большой объём работ по приведению Белоярской АЭС в соответствие с общими положениями обеспечения безопасности АЭС. Занимался решением технических вопросов разработки и изготовления оборудования, вопросов форсирования строительства БН-600. Непосредственно руководил пуском и вводом в эксплуатацию энергоблока N 3 на быстрых нейтронах. Под его руководством реализованы операции по приему и накоплению на БАЭС жидкометаллического натрия, по изготовлению модулей-парогенераторов.

В 1986 году в составе правительственной комиссии принимал участие в оценке последствий и ликвидации тяжелой аварии на Чернобыльской АЭС.
- 1986—1989 гг. — председатель Государственного комитета СССР по надзору за безопасным ведением работ в атомной промышленности.
- 1989—1991 гг. — председатель Государственного комитета СССР по надзору за безопасным ведением работ в промышленности и атомной энергетике.
- май — ноябрь 1991 г. — председатель Комитета по государственному надзору за безопасным ведением работ в промышленности и атомной энергетике при Кабинете Министров СССР[1].

С января 1992 г. на пенсии.
Урна с прахом захоронена в колумбарии Троекуровского кладбища, секция 16.

## Награды и звания
- Орден Октябрьской Революции,
- Орден «Знак Почета»,
- Лауреат Государственной премии СССР (1982).